# Paus Anastasius II
Anastasius II (Rome, geboortedatum onbekend - sterfplaats onbekend, 19 november 498) was de vijftigste paus van de Rooms-Katholieke Kerk.
Anastasius II stond voor de zware taak het schisma van Acacius op te lossen. Dit schisma was ontstaan doordat Acacius van Constantinopel en paus Felix II (III) een fundamenteel meningsverschil hadden over hoe om te gaan met de monofysieten. De pogingen van Anastasius om dit schisma op te lossen zorgden echter voor verdere divisie binnen de Kerk. Zo gaf hij, in een poging te verzoenen, de communie aan Photinus van Thessalonica, een bondgenoot van Acacius. Zijn gebaar had niet het verhoopte effect en bleek olie op het vuur te zijn. De bisschoppen in Rome waren woedend en velen weigerden nog bij Anastasius te communie te gaan. De kloof tussen beide kampen werd zo groot dat, wanneer Anastasius onverwacht overleed, de rivaliserende kampen elk een eigen paus verkozen als opvolger.
De schrijver van het Liber Pontificalis spreekt zich daardoor onverdeeld negatief over hem uit.

Cursief: tegenpaus